# Orgilus brevicaudis
Orgilus brevicaudis är en stekelart som beskrevs av Taeger 1989. Orgilus brevicaudis ingår i släktet Orgilus och familjen bracksteklar. Inga underarter finns listade i Catalogue of Life.